# Edward Pilarczyk
Edward Pilarczyk (ur. 23 września 1935, zm. 24 października 1994) – polski żużlowiec.
Starszy brat Mariana.
Wychowanek Stali Gorzów Wielkopolski. Reprezentował gorzowski klub w latach 1955-1963.
Po zakończeniu kariery zawodniczej został mechanikiem klubowym i reprezentacyjnym. W latach 80. skonstruował oryginalny model sprzęgła, na którym żużlowcy gorzowskiej Stali zdobyli tytuł Drużynowych Mistrzów Polski w 1983 roku.